# Csöde
Csöde is een plaats (község) en gemeente in het Hongaarse comitaat Zala. Csöde telt 90 inwoners (2001).